# Фридрих Ернст фон Велц
Фридрих Ернст фон Велц (на немски: Friedrich Ernst von Welz; † 3 юли 1741) е австрийски граф от фамилията Велц в Санкт Лоренцен им Мюрцтал в Щирия. Родът на фрайхерен фон Велц притежава множество дворци в Каринтия и Щирия.

## Фамилия
Фридрих Ернст фон Велц се жени на 5 декември 1737 г. за графиня София Хенриета Фридерика фон Шьонбург-Валденбург (* 4 юли 1718, Валденбург; † 12 април 1757, Вертхайм), дъщеря на граф Кристиан Хайнрих фон Шьонбург-Валденбург (1682 – 1753) и графиня Фридерика Августа фон Лимпург (1694 – 1746). Те имат една дъщеря:
- Юлиана Мария Фридерика Амоена фон Велц (* 24 март 1739; † 29 март 1765), омъжена на 7 февруари 1764 г. за граф Фридрих Филип Карл фон Пюклер-Лимпург-Зонтхайм-Шпекфелд (* 18 юни 1740; † 27 септември 1811)

Вдовицата му София Хенриета Фридерика фон Шьонбург-Валденбург се омъжва втори път на 12 юли 1743 г. в Маркт-Айнерсхайм за граф Йохан Филип фон Льовенщайн-Вертхайм-Вирнебург (* 28 август 1713, Вертхайм; † 12 април 1757, Вертхайм).